# Aartje Vroegh-Sheffield
Aartje Vroegh-Sheffield es una deportista canadiense que compitió en judo. Ganó una medalla de plata en el Campeonato Panamericano de Judo de 1984, en la categoría de –52 kg.

## Palmarés internacional
| Campeonato Panamericano | Campeonato Panamericano   | Campeonato Panamericano | Campeonato Panamericano |
| Año                     | Lugar                     | Medalla                 | Categoría               |
| ----------------------- | ------------------------- | ----------------------- | ----------------------- |
| 1984                    | Ciudad de México (México) | Medalla de plata        | –52 kg                  |